# John Garrick (acteur)
Pour les articles homonymes, voir John Garrick et Garrick.
John Garrick (né Reginald Dandy le 31 août 1902, mort le 22 octobre 1966) est un acteur britannique.

## Biographie
Né à Brighton en Angleterre où il fait ses études, il fait sa première apparition sur scène à l'âge de 10 ans dans A Midsummer Night's Dream (Le Songe d'une nuit d'été). Il commence par travailler dans une banque, mais tient le rôle principal dans Rose Marie en Australie  pendant 2 ans, avant de poursuivre sa carrière aux États-Unis sur scène et à l'écran, où il travaille pour la compagnie Fox. Il retourne par la suite en Angleterre où il apparaît dans de nombreux films. Il meurt à San Francisco en octobre 1966 où il a été incinéré.

## Théâtre
- 1932 : A Little Racketeer (Broadway)[4]

## Filmographie
- 1929 : Married in Hollywood
- 1929 : The Sky Hawk

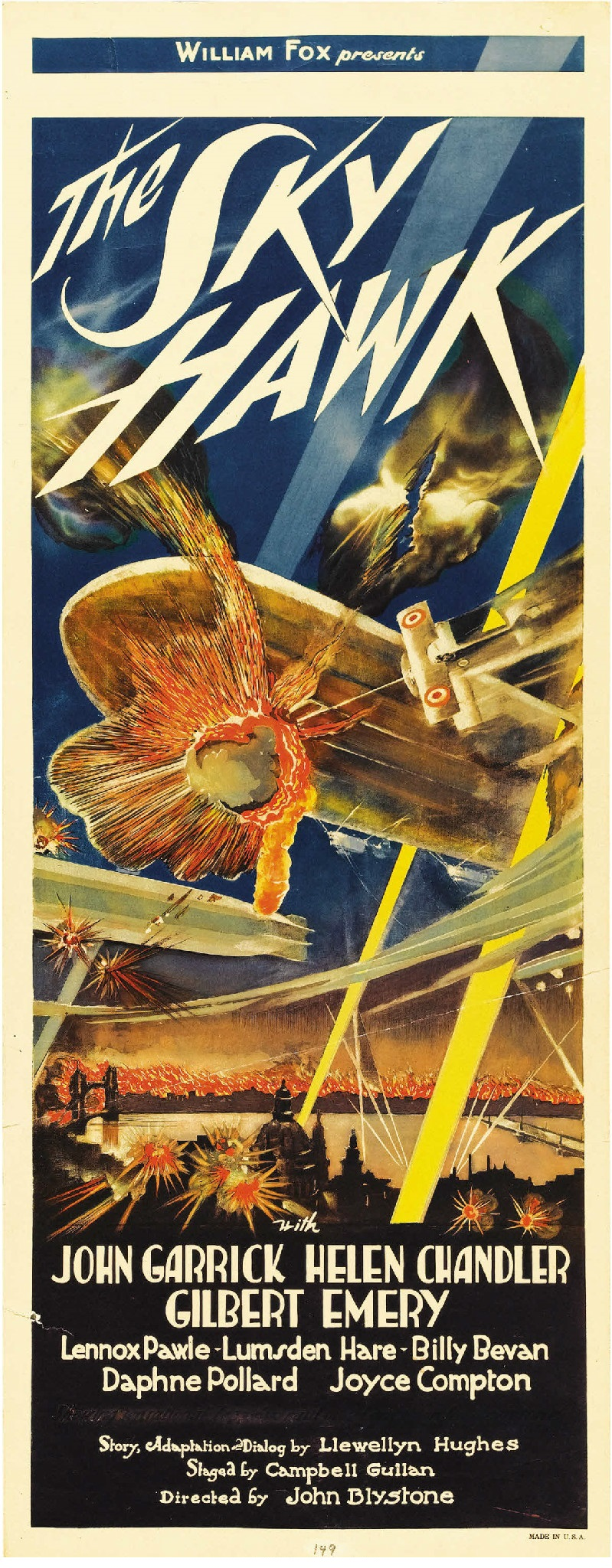
John Garrick à l'affiche de The Sky Hawk en 1929.

- 1930 : The Lottery Bride de Paul Ludwig Stein
- 1930 : L'Amour en l'an 2000 (Just Imagine) de David Butler
- 1930 : Are You There?
- 1930 : La Chanson de mon cœur (Song o' My Heart) de Frank Borzage
- 1931 : Charlie Chan Carries On
- 1931 : Bad Company
- 1931 : Always Goodbye
- 1934 : Chu Chin Chow de Walter Forde
- 1934 : The Broken Melody
- 1934 : Too Many Millions
- 1934 : Anything Might Happen
- 1934 : Lily of Killarney
- 1935 : Turn of the Tide
- 1935 : His Majesty and Company
- 1935 : D'Ye Ken John Peel?
- 1935 : Street Song
- 1935 : Royal Cavalcade
- 1935 : The Rocks of Valpre
- 1936 : A Touch of the Moon
- 1936 : A Woman Alone
- 1936 : To Catch a Thief
- 1936 : Royal Eagle
- 1936 : Shipmates o' Mine
- 1936 : I Live Again
- 1937 : Bells of St. Mary's
- 1937 : Knights for a Day
- 1937 : Sunset in Vienna
- 1937 : The Last Rose of Summer
- 1937 : Riding High
- 1938 : Special Edition
- 1939 : The Great Victor Herbert